# Adrar des Ifoghas
Pour les articles homonymes, voir Adrar et Ifoghas (homonymie).
L'Adrar des Ifoghas (en alphabet tifinagh, ⴰⴷⵗⴰⵗ ⵏ ⵉⵊⵓⵗⴰⵙ, Adagh-n-Ifoghas, signifiant « la montagne des Ifoghas » en langue touarègue) ou aussi Adagh est un massif montagneux situé à la fois dans le Nord-Est du Mali et dans le Sud de l'Algérie. Il est un des principaux massifs montagneux du Sahara, avec l'Aïr, le Hoggar et le Tibesti. Son point le plus haut est le mont Essali qui culmine à 890 m.
L'Adrar des Ifoghas est la partie la plus septentrionale de l'immense zone semi-désertique appelée Sahel qui correspond à toute la région saharienne allant du fleuve Niger à la frontière algérienne.
Les habitants de l'Adrar des Ifoghas se nomment les Kel Adagh (« les gens de l'Adagh »), le terme  Ifoghas se rapportant spécifiquement aux membres de la tribu des Ifoghas, sachant que tous les Ifoghas ne vivent pas dans l'Adrar (d'autres vivent dans l'Aïr notamment le chef rebelle Mano Dayak et le guitariste Bombino pour les plus connus ; d'autres dans l'Ajjer ou dans le Gourma). L'Adrar des Ifoghas, si l'on excepte Kidal, où un certain brassage des populations a pu s'opérer, présente une remarquable homogénéité culturelle dans la mesure où elle est quasi exclusivement peuplée de nomades touarègues, ce qui explique la spécificité de son histoire.

## Toponymie
En tamasheq, adrar signifie « montagne ». Quant au mot ifoghas, il désigne les membres du clan Ifoghas touareg qui exerce depuis la colonisation française un rôle politique prédominant dans la région. Ce sont des éleveurs de chameaux, de chèvres et de moutons dont ils font le commerce.
Le nom originel de la zone est simplement « Adagh » (« la montagne »). Le nom « Adrar des Ifoghas » a été attribué par l'administration coloniale française pour éviter la confusion avec la région de l'Adrar en Mauritanie qui était également occupé par la France.

## Géographie

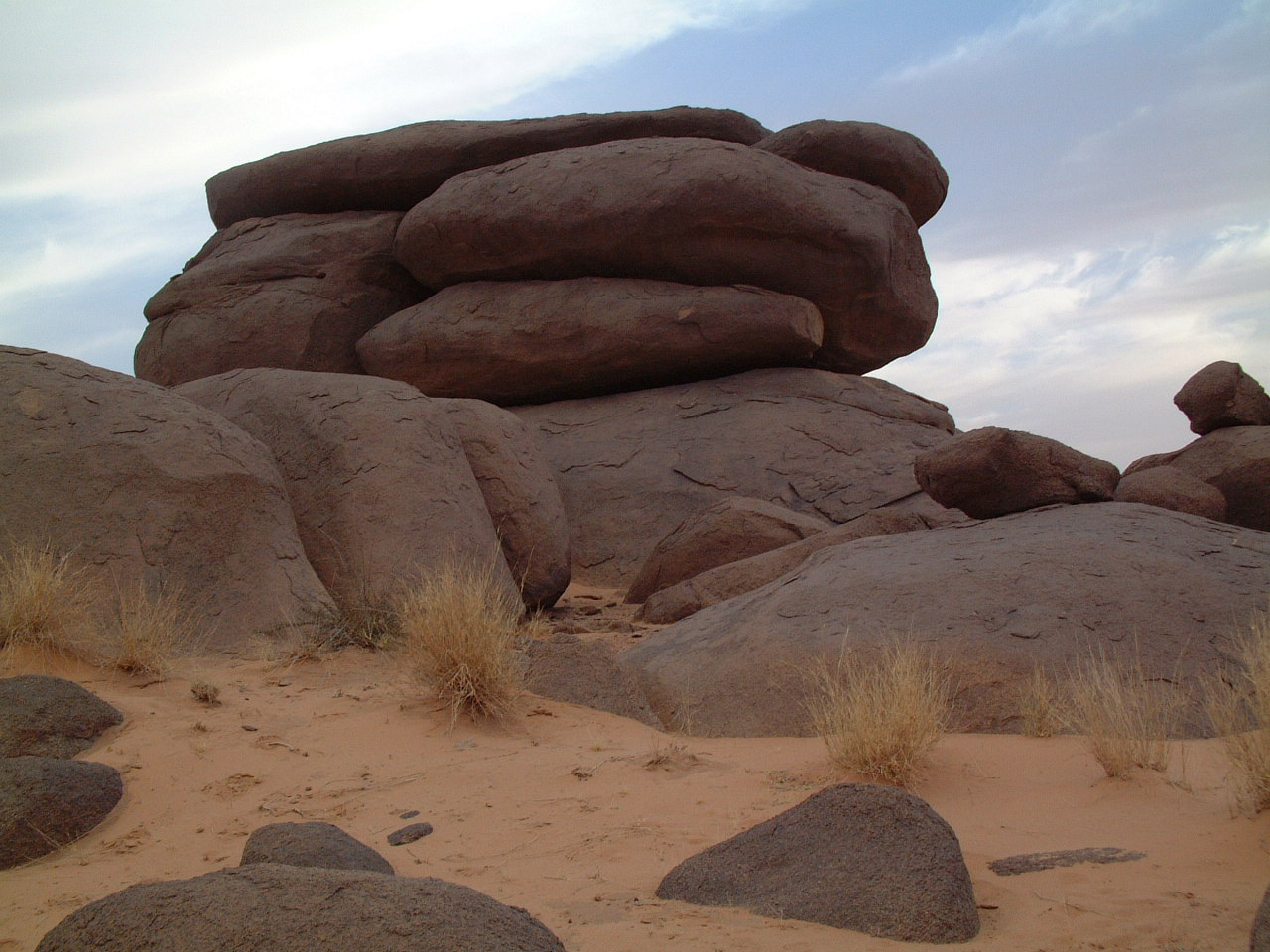
Empilement de roches érodées, massif du Timidjèlèline, au Mali.

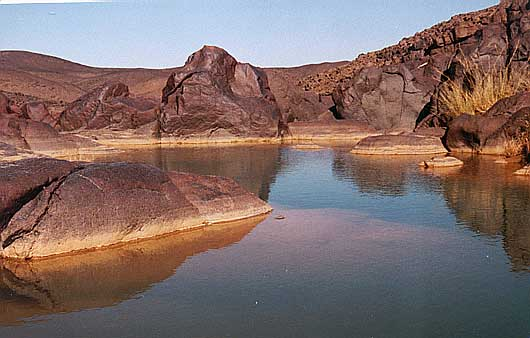
Guelta (cuvette aquatique) près d'Oubankort, au Mali.

La superficie du massif est d'approximativement 250 000 km2. La région est jonchée d'empilements granitiques sous forme de blocs très érodés. Les vallées y sont larges et peu encaissées ; elles s'ouvrent à l'est sur la plaine du Tamesna, à l'ouest sur le fossé du Tilemsi, au sud vers le bassin occidental de l'Azawagh et au nord sur le Tanezrouft.
Ce massif montagneux situé en plein cœur du Sahara accueille une importante population touarègue, les montagnes jouant dans le désert le rôle de « châteaux d'eau ». On y trouve de nombreuses gueltas
Les principales villes du massif ou de sa périphérie sont :
- Kidal, chef-lieu de la 8e région du Mali ;
- Abeïbara ;
- Aguel'hoc ;
- Boughessa ;
- Essouk ;
- Tessalit.

## Histoire
L'Adrar des Ifoghas est riche en gravures rupestres. L'Homme d'Asselar y a été découvert par Théodore Monod dans les environs d'Essouk.

### Mosquées de l'Adrar des Ifoghas
Les recherches de Patrice Cressier donnent un aperçu de l'importance architecturale et culturelle de quatre mosquées dans l'Adrar des Ifoghas, au nord de Gao et d'Agadez.
La mosquée de Tefis, probablement construite vers 1480, occupait une position centrale dans une enceinte sacrée ovale et était accompagnée d'un petit oratoire du XVe siècle. Une autre mosquée notable de la ville d'In-Teduq, fondée vers 1430 par ʿUthman al-Mawhub bin Iflawas, avait une structure centrale divisée en trois nefs alignées sur la qibla. Elle a été détruite par la violence au milieu du XVIe siècle.
De même, la mosquée de Shi-n Wasagharan, caractérisée par deux nefs parallèles à la qibla, date du XVIe siècle, d'après les preuves épigraphiques provenant des nécropoles voisines. Quant à la mosquée d'Es-Suk, située dans la ville médiévale de Tadmekka, elle possédait une salle rectangulaire mesurant 23,5 mètres sur 15,5 mètres et divisée en cinq allées parallèles à la qibla.
Ces mosquées suivaient généralement un plan rectangulaire nord-sud, avec des allées étroites alignées sur la qibla et des murs solides percés de petites ouvertures. Alors que certains villages ou établissements temporaires n'avaient qu'une seule nef, des centres urbains comme Assode ou Tadmekka en avaient trois. Contrairement aux mosquées de Mauritanie, celles de l'Aïr sont dépourvues d'ornementation et ont un aspect plus substantiel, sans minarets ni minbar.
Selon Cressier, l'organisation spatiale minutieuse de ces mosquées, structurées selon un axe est-ouest et souvent intégrées dans des enceintes ovales sacrées, reflétait un sens de l'harmonie divine influencé par le soufisme. En outre, des érudits de Tadmekka ont établi des ermitages à Air à la fin du XVe siècle, ce qui a probablement contribué à l'architecture religieuse unique de la région. Ces mosquées représentent un sous-ensemble distinct au sein de la steppe pré-saharienne, caractérisé par leur orientation vers la qibla et deux ou trois allées parallèles.

### Histoire récente
Au cours de la guerre du Mali, cette région sert de refuge à des groupes armés de djihadistes, dont le groupe AQMI. Des otages européens y auraient été détenus (possiblement dans la zone du massif de Tigharghar) à la suite de rapts effectués au Niger et au Mali : quatre Français enlevés à Arlit au Niger en septembre 2011, deux autres à Hombori dans le Nord du Mali en novembre 2011 et un dernier otage enlevé près de Nioro en novembre 2012 dans l’Ouest du Mali,,,.

## Populations
L'Adrar des Ifogahs et plus généralement la région de Kidal présente la caractéristique d'être la seule région au Mali où les Touaregs sont largement majoritaires (ce qui n'est pas le cas par exemple dans les régions de Tombouctou, Gao ou Ménaka).

## Activités
L'Adrar des Ifoghas était une région appréciée pour les treks.